# Stormyrhöjden
Stormyrhöjden är ett naturreservat i Strömsunds kommun i Jämtlands län.
Området är naturskyddat sedan 2015 och är 135 hektar stort. Reservatet ligger på Stormyrhöjdens västsluttning längs Bodbergets sydvästsluttning och består av myrmark och granskog.